# Shkodër (stad)
Shkodër ([ʃkɔdəɾ]; bepaalde vorm: Skhodra, voorheen Scodra of Scutari) is een stad (bashki) in het noordwesten van Albanië. Het is de hoofdstad van de gelijknamige prefectuur. Shkodër is een van de oudste en belangrijkste steden van Albanië en telt 136.000 inwoners (2011), waarmee het de vierde stad van het land is na Tirana, Durrës en Elbasan.
De stad ligt aan het Meer van Shkodër, dat deels in Montenegro ligt. Ten zuiden van het centrum bevindt zich de samenvloeiing van de rivieren de Kir en de Drin, en, nog iets zuidelijker, die van de Drin en de Bunë (Servisch: Bojana), die ontspringt in het meer.

## Geschiedenis
Van oorsprong was Shkodër een Illyrische hoofdstad, waarschijnlijk gesticht in de vierde eeuw voor Christus. Het werd het centrum van de Illyrische Labeatstam. In de tweede eeuw voor Christus werd de stad een Romeinse kolonie, en later ging ze deel uitmaken van het Byzantijnse Rijk. De Serviërs veroverden Shkodër in de
zevende eeuw na Christus; in de 14e eeuw werd de stad verkocht aan Venetië, maar de Turken
veroverden ze in 1479. Onder Turkse heerschappij kreeg Shkodër de naam İskenderiye. In de 19de eeuw werd de stad het bestuurscentrum van een vilajet die een groot deel van de westelijke Balkan besloeg.
Tijdens de Balkanoorlogen werd Shkodër door Montenegro veroverd, maar later werd het onderdeel van Albanië. In deze periode (voorjaar 1914) waren er vanuit Shkodër Nederlandse militairen actief, die als de eerste Nederlandse vredesmissie kunnen worden beschouwd.

## Geografie
Shkodër ligt aan de zuidoostelijke hoek van het Meer van Shkodër en grenst voorts aan de deelgemeenten Rrethinat (in het noorden, oosten en zuidoosten) en Ana e Malit (in het zuidwesten) en aan Montenegro in het westen.
Naast de stad zelf behoren tot de gemeente Shkodër ook nog de dorpen Bahçallëk, Shirokë en Zogaj. Bahçallëk ligt ten zuidoosten van het stadscentrum; Zogaj en Shirokë liggen in het zuidwesten aan de oever van het meer, naar de Montenegrijnse grens toe.

### Bestuurlijke indeling
Administratieve componenten (njësitë administrative përbërëse) na de gemeentelijke herinrichting van 2015 (inwoners tijdens de census 2011 tussen haakjes):
Ana e Malit (3858) • Bërdicë (5773) • Dajç (3885) • Guri i Zi (8085) • Postribë (7069) • Pult (1529) • Rrethinat (21199) • Shalë (1804) • Shkodër (77075) • Shosh (304) • Velipojë (5031).
De stad wordt verder ingedeeld in 93 plaatsen: Abat, Babot, Baks i Ri, Baks-Rrjoll, Bardhaj, Belaj, Beltoje, Bërdice e Madhe, Bërdice e mesme, Bërdice e siperme, Bleran, Boks, Brashtë, Breg-Lumi, Bruçaj, Ças, Dajç, Darragjat, Dobraç, Domen, Dragoç, Dramosh, Drisht, Gajtan, Ganjollë, Gimaj, Gjuraj, Golem, Gomsiqe, Grudë e Re, Guci e Re, Guri i Zi, Hot i Ri, Juban, Kir, Kuç, Kullaj, Lekaj, Lotaj, Luarzë, Mali Hebaj, Mali i Gjymtit, Mali Kolaj, Mazrek, Mes, Mgull, Muriqan, Mushan, Myselim, Nderlysaj, Ndrejaj, Nënmavriq, Nicaj-Shale, Nikaj-Shosh, Oblikë e Sipërme, Oblikë, Obot, Palaj, Pecaj, Pentar, Pepsumaj, Plan, Pog, Prekal, Pulaj, Pulaj, Reç i Ri, Rragam, Rrencë, Rrushkull, Samrisht i Ri, Samrisht i Sipërm, Shakotë, Sheldi, Shirq, Shkodër, Shpor, Shtoj i Ri, Shtoj i Vjetër, Shtuf, Suka-Dajç, Theth, Trush, Ura e shtrenjtë, Vallas, Velinaj, Velipojë, Vidhgar, Vilëz, Vukatanë, Vuksanaj, Xhan, Zues.

## Bezienswaardigheden
De belangrijkste religieuze bouwwerken in het stadscentrum zijn de orthodoxe Christus Geboortekerk en de in de jaren 1990 gebouwde Ebu Bekr-moskee, de grootste moskee van de stad. Nabij het plein Sheshi Demokracia bevindt zich het Migjenitheater, een van de belangrijkste schouwburgen van het land.
Op een heuvel ten zuidwesten van het centrum, geprangd tussen de Bunërivier in het noordwesten en de samenvloeiing van Kir en Drin in het zuidoosten, liggen de ruïnes van het Kasteel van Rozafa. Net oostelijk ervan staat de Loodmoskee, zo genoemd vanwege de met lood beklede koepel.

## Sport
Voetbalclub KS Vllaznia Shkodër werd opgericht in 1919 en speelt sinds 1962 onafgebroken in de Kategoria Superiore, de hoogste klasse in het Albanese voetbal. Het team werd er negenmaal kampioen, en sleepte daarnaast vijfmaal de Albanese voetbalbeker in de wacht. De thuiswedstrijden worden afgewerkt in het Loro Boriçi-stadion, dat 16.000 zitplaatsen telt en daarmee na het Qemal Stafa-stadion te Tirana het op een na grootste voetbalstadion van het land is.

## Geboren
- Marin Barleti (± 1450-1512/'13), historicus en theoloog
- Pashko Vasa (1825-1892), schrijver en politicus
- Migjeni (1911-1938), dichter
- Ramiz Alia (1925-2011), president van Albanië (1991-1992)
- Alfred Moisiu (1929), president van Albanië (2002-2007)
- Bamir Topi (1957), president van Albanië (2007-2012)
- Rudi Vata (1969), voetballer
- Elvin Beqiri (1980), voetballer
- Hamdi Salihi (1984), voetballer
- Gilman Lika (1987), voetballer
- Valdan Nimani (1987), voetballer
- Erjon Vuçaj (1990), voetballer
- Bekim Balaj (1991), voetballer
- Armando Vajushi (1991), voetballer
- Elhaida Dani (1993), zangeres
- Elseid Hysaj (1994), voetballer
- Arilena Ara (1998), zangeres
- Angela Jakaj (1999), actrice

### Overleden
- Çerçiz Topulli (1880-1915), activist, militair, schrijver en volksheld

## Zustersteden
- Cetinje (Montenegro)
- Gjakovë (Kosovo)